# روبي برانتون
روبي برانتون (بالإنجليزية: Robbie Brunton)‏ هو لاعب كرة قدم أيرلندي، ولد في 5 سبتمبر 1973. لعب مع ديري سيتي وستوك سيتي.